# James Sayers (physicien)
Pour les articles homonymes, voir James Sayers.
James Sayers (1912-1993) est un physicien irlandais qui joua un rôle crucial dans le développement du magnétron centimétrique utilisé dans le radar durant la Seconde Guerre mondiale et maintenant utilisé dans de nombreuses applications dont le four à micro-ondes.

## Biographie
Sayers est né dans une ferme à Corkey, dans le comté d'Antrim en Irlande du Nord. Dès son enfance, il avait construit une roue hydraulique pour fournir la ferme en électricité, montrant son intérêt pour la physique. Il étudia à l'Académie Ballymena puis à l'Université Queen's de Belfast et St John's College de Cambridge où il obtint son doctorat.
De 1939 à 1943, Sayers effectua des recherches pour l'Amirauté britannique à l'Université de Birmingham. Il aida à améliorer le magnétron à cavité développé par John Randall et Harry Boot pour le rendre plus performant afin d'alimenter les radars en ondes centrimétriques. En effet, il couple les cavités de manière alternative en 1941 ce qui permet d'obtenir une fréquence d'émission stable.
De 1943 à 1944, Sayers fit partie d'un groupe de scientifiques britanniques travaillant sur le projet Manhattan. De 1946 à 1972, il fut professeur de physique des électrons à l'Université de Birmingham.

## Vie personnelle
Sayers épousa Diana Montgomery en 1943 de qui il eut deux fils et une fille. Il habitait à Alvechurch dans le Worcestershire quand il est décédé le 13 mars 1993 à l'âge de 80 ans.

## Notoriété
Sayers a reçu la médaille John Price Wetherill en 1958 pour ses découvertes en sciences physiques.